# Apress
Apress Media LLC un editor de llibres de Tecnologia de la informació, amb seu a Nova York. És una divisió de l'Springer Nature.

## Història
Apress, Inc. , amb seu a Nova York i fundada el 1999. Apress va ser fundada pels autors Gary Cornell i Dan Appleman. El focus principal d'Apress és produir llibres per a desenvolupadors de programari, professionals de tecnologies de la informació i la comunicació i programadors. El seu nom original va ser Author's Press, escurçat a APress, després Apress. El 2003, Apress va adquirir gran part de la propietat intel·lectual dels editors d'ED dissenyats per dissenyadors. Els temes tractats es refereixen en gran manera als problemes de programació, tant en plataformes propietàries com de codi obert. La pirateria de maquinari també és un tema, i Apress ha publicat alguns llibres dirigits a usuaris d'electrònica de consum. A més, Apress travessa la línia de tecnologies de la informació i la comunicació i publica llibres de negocis. Apress utilitza als líders de la indústria la informàtica per produir en col·laboració els millors llibres tècnics en els seus camps especialitzats d'informàtica. Apress també revisa tots els llibres abans de publicar per assegurar-se que són tècnicament correctes, com ho fa una empresa de programari abans de llançar un nou programari. Molts dels seus llibres publicats tenen codis font adjunts per a què els lectors puguin aprendre les habilitats associades amb aquest treball. Els autors inclouen a Andrew Troelsen, Adam Freeman, Ed Yourdon, Matt MacDonald, Andy Budd Arxivat 2019-02-15 a Wayback Machine., Rob Harrop, Dave Mark, Michael A. Banks, Keir Thomas, Malcolm Harkins, Jacob Lamm, Scott Donaldson, Peter Seibel, Bob Walsh, Rory Lewis i Joel Spolsky. Els seus llibres impresos estan distribuïts a tot el món per Springer Science + Business Media, i també es venen com a llibres electrònics i es distribueixen en línia a través dels serveis de subscripció com SpringerLink, Books 24X7 i Safari Online. El 2007, Apress va ser totalment adquirida per Springer. Abans d'això Springer tenia una participació minoritària, i el 2009 les oficines d'Apress a Berkeley, Califòrnia van tancar i el negoci es va traslladar a la seu d'Springer a Nova York. El 2012, Apress va anunciar la seva nova línia de llibres ApressOpen, que ofereix llibres electrònics gratuïts a través de tots els seus llibres electrònics, subscripció electrònica i canals de patrocinadors. Springer es va fusionar amb Nature Publishing Group i altres empreses relacionades per formar Springer Nature el 2015.

## Col·laboracions
A més de col·laborar amb autors informàtics, Apress també ha col·laborat amb empreses de programari.
A més de col·laboracions amb grans organitzacions, Apress també ha cercat col·laboracions amb persones que han produït treballs que senten que són dignes de publicar. Un tal col·laboració era amb l'inventor del iPhone croquis d'aplicació, van portar els drets editorials al llibre "Little more than a month after releasing the iPhone Application Sketch Book el seu creador, Dean Kaplan, ja ha venut els drets editorials a Apress Publishing House per una quantitat no revelada ", això demostra que Apress està buscant no només els reptes de treballar amb grans empreses sinó també desenvolupar altres idees que pensen que els seus lectors estarien interessats.

## ApressOpen
Per llançar les publicacions d'Apress a un públic més ampli, han creat ApressOpen, on actualment tenen 25 llibres completament gratuïts per descarregar. Per aconseguir-ho, utilitzen SpringerLink, que permet "més de 122.000.000 de visitants únics a l'any, així com a Apress.com, Intel.com i totes les plataformes de llibres electrònics i bases de dades principals".

## Llibres notables
- Big Data Analytics with Spark
- Pro C# 5.0 and the .NET 4.5 Framework
- Beginning iOS6 Development
- Pro ASP.NET MVC4
- Pro JQuery
- iPhone and iPad Apps For Absolute Beginners
- Pro Android
- Traders at Work
- Inventors at Work
- Power Plays
- Managing Humans
- Beginning ASP.NET 4.5 in C#
- Beginning Node.js
- Fixing and Flipping Real Estate
- Practical Common Lisp
- Managing Risk and Information Security
- Startup: An Insiders Guide to Launching and Running a Business
- SQL Server Query Performance Tuning Distilled

## Llibres en sèrie
- Beginning Python
- Gimp
- Learn Objective-C on the Mac
- Beginning iOS Development
- Coders at Work
- Beginning Android Games
- Android Tablets Made Simple